# Mont Terror
Le mont Terror est une montagne de l'île de Ross en Antarctique, volcan bouclier désormais éteint et voisin du mont Erebus toujours actif.

## Géographie

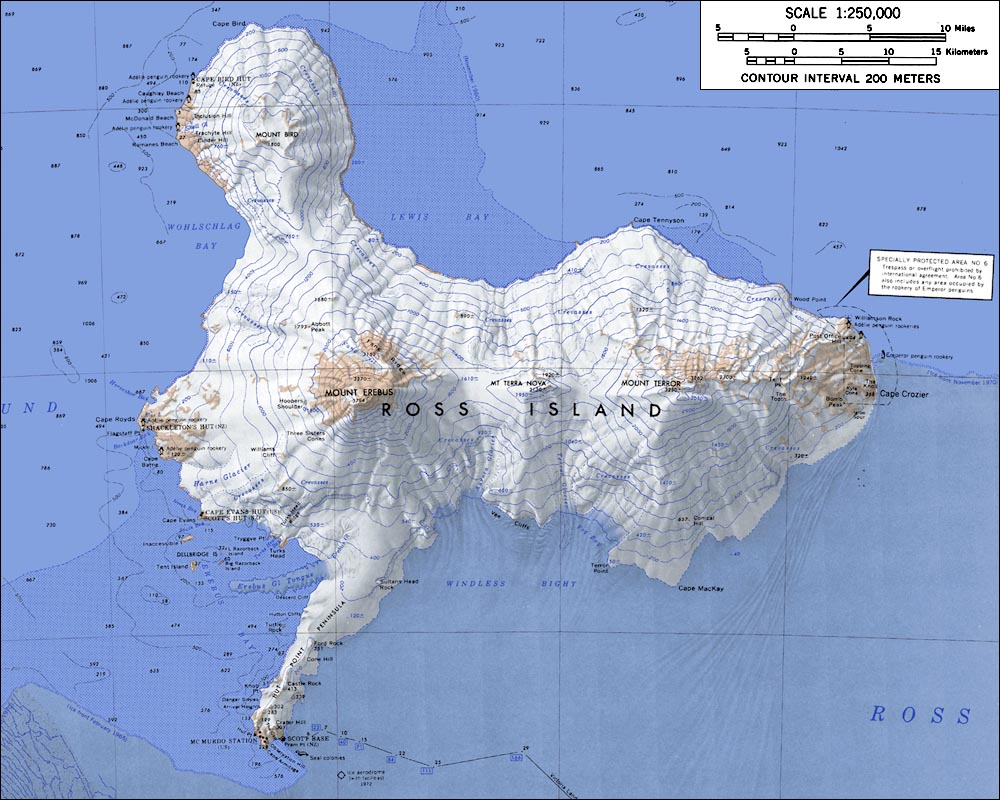
Carte de l'île de Ross avec le mont Terror dans sa partie orientale.

Le mont Terror est situé en Antarctique, dans l'est de l'île de Ross baignée par la mer de Ross. Il est entouré par la mer de Ross au nord à l'est et au sud ainsi que par le mont Terra Nova et le mont Erebus à l'ouest.
Le mont Terror est un volcan bouclier désormais éteint constitué d'un empilement de coulées de lave basaltiques. Ses pentes, majoritairement recouvertes de neige et de glace à l'exception de son sommet culminant à 3 262 mètres d'altitude, sont parsemées de cônes et de dômes de lave. Seules les roches affleurant dans l'est de la montagne aux altitudes les plus basses ont été étudiées.

## Histoire
Le mont Terror s'est formé il y a de 1,75 million d'années à 820 000 ans d'après l'étude des roches de son flanc est à basse altitude.
Le mont Terror est nommé en 1841 d'après le HMS Terror, le second bateau de l'explorateur James Clark Ross.
Sa première ascension a été le fait d'une équipe néo-zélandaise en 1959.